# BB 17000
,,,
Les BB 17000 sont des locomotives électriques monocourant 25 000 volts de la Société nationale des chemins de fer français (SNCF). Mises en circulation de 1965 à 1968 à leurs débuts sur les lignes au départ de Paris-Saint-Lazare et de Paris-Nord,  elles assuraient la traction de trains rapides et express sur des relations comme Paris – Le Havre ou Paris – Lille, des trains de banlieue au départ de Paris-Saint Lazare et Paris-Nord, et des trains de marchandises  jusque dans les années 2000. Elles sont toutes radiées depuis décembre 2020.

## Description
Ce sont des machines à courant monophasé (uniquement aptes au 25 kV) de la grande famille des « BB Alsthom », surnommées « danseuses », avec les BB 8500, les BB 16500, les BB 20200 et les BB 25500. À l'origine en livrée verte, la SNCF voulu mettre à jour son parc en repeignant une partie de la série en livrée béton dès 1976 avec la BB 17029. La série a été ensuite repeinte pour une partie en livrée Île de France dans les années 1990 ou, pour 21 d'entre elles, en livrée En Voyage dans les années 2000.
Ces locomotives sont issues des BB 25500 mais sans l'équipement d'alimentation électrique en courant continu. Le reste de l'engin est identique à sa série mère sur la plupart des points : double réduction, châssis, etc.
Elles ont été construites à 105 exemplaires (BB 17001 à 17105). La série a été complète pendant un peu plus de 39 ans : les premières machines radiées ont été les BB 17099 et BB 17101 en novembre 2007.

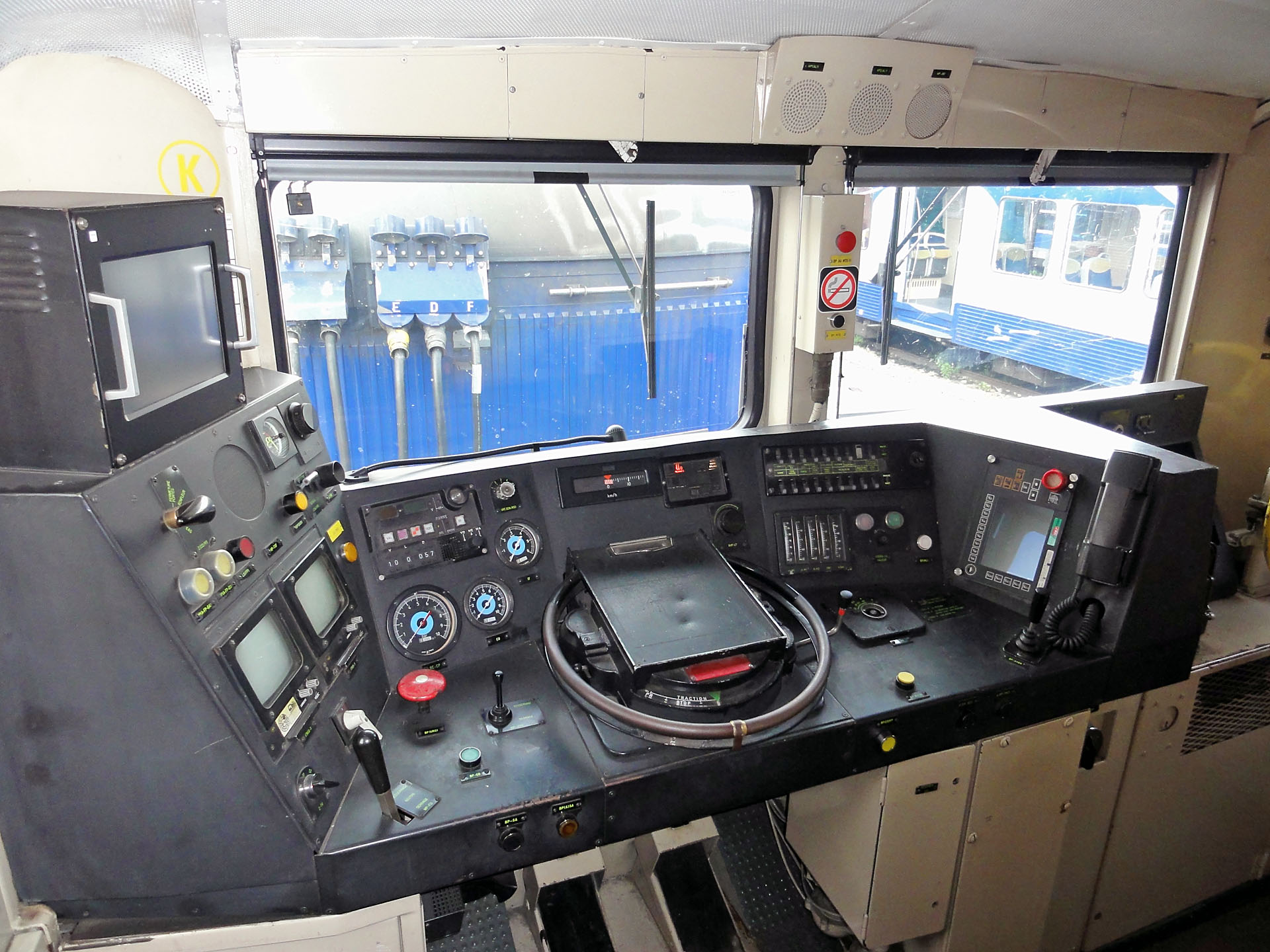
La cabine de conduite.

Descendantes directes des BB 16500, elles ont sur ces dernières un certain avantage sur le plan de la puissance. Elles peuvent rouler à 140 km/h (150 km/h à titre expérimental à la fin des années 60 pour assurer les rapides Paris - le Havre, mais l'expérience fut loin d'être concluante !).
L'appellation « danseuses » par le personnel conducteur de la série, provient de la mauvaise stabilité de ces locomotives avec un très faible empattement des bogies, qui ont tendance à prendre un mouvement de lacet, qui entraîne une oscillation de la caisse par rapport à l'axe longitudinal de celle-ci. Leur suspension rudimentaire avec des plaques de friction en acier pour supporter le poids de la caisse, les rend particulièrement bruyantes dans les entrées et sorties de courbes.

## Conception
Les BB 17000 disposent d’un système de redresseurs de courant en pont de diodes employé, en opposition aux systèmes des blocs redresseurs des BB 12000, BB 16000 et des BB 16500, qui est  un montage « push-pull » ou va-et-vient. On utilise pour cela des gros « interrupteurs » qui vont être ouverts quand le courant est opposé à leurs sens et fermés quand le courant est dans leurs sens. Le composant électronique qui fait cette tâche est, en théorie, la diode, ou semi-conducteur.
Comparaison entre un graduateur linéaire (BB 16500) et un graduateur circulaire (BB 17000) :
- graduateur linéaire type BB 12000, BB 16000, BB 16500 : assez encombrant, il fournit une tension variable de 0 à 15 kv en 20 crans et 20 intercrans utilisables sur résistance. La commande est manuelle par volant (BB 12000) ou par cerclo et servomoteur électrique JH (BB 16000, BB 16500) ;
- graduateur circulaire type BB 17000  (utilisé également sur les BB 25500, BB 25100 et BB 25200) : il est compact et fournit une tension variable de 0 à 25 kv en 32 crans avec intercran de passage : le schéma et le fonctionnement sont identiques au précédent. La commande est faite par cerclo et un servomoteur électro-pneumatique est installé (4 pistons disposés en ligne).

## Service

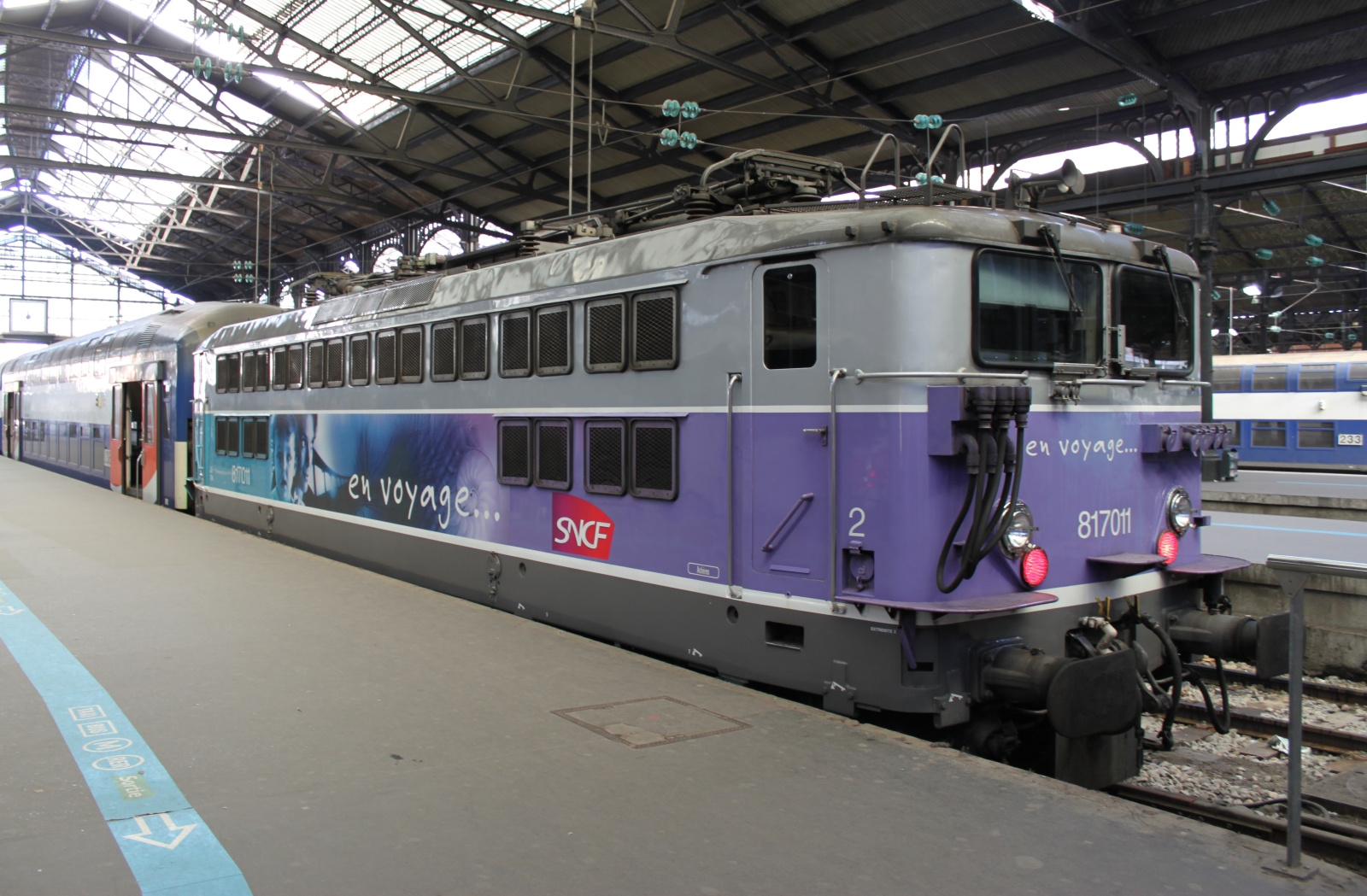
La BB 17011 en livrée En voyage en gare de Paris-Saint-Lazare.

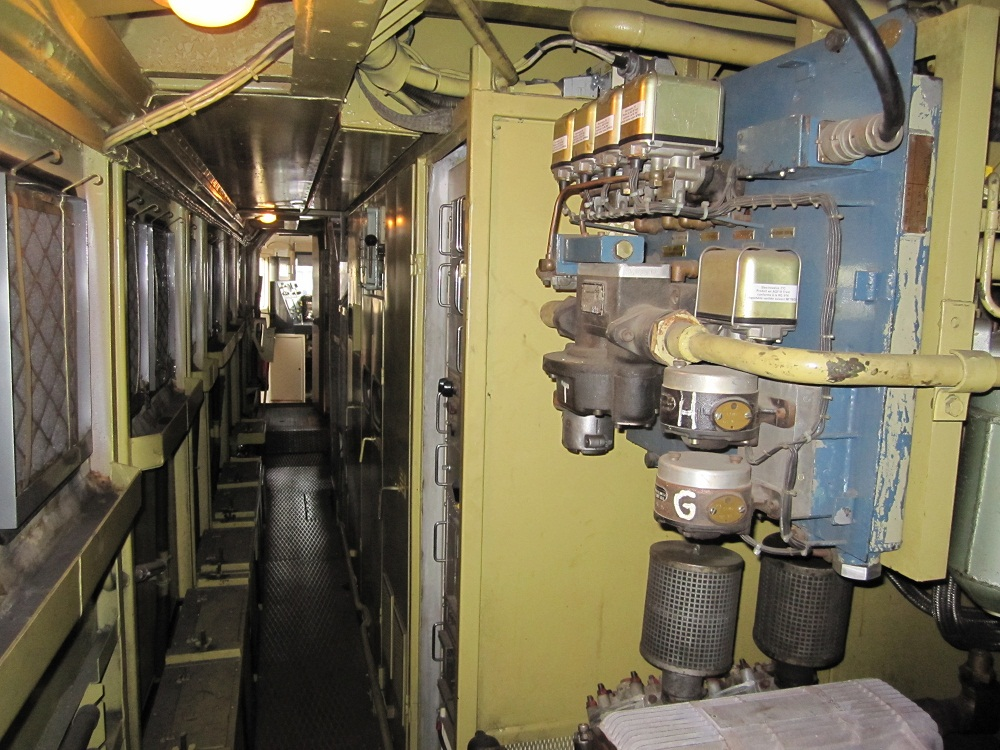
Couloir latéral du compartiment appareillage d'une BB 17000.

Cette série de machines a été mise en service en 1966 au dépôt de La Chapelle (région Nord de la SNCF) pour quelques mois avant de rejoindre le dépôt d'Achères sur la ligne de Paris-Saint-Lazare au Havre à la suite de l'électrification de la section d'Achères à Sotteville. Après une première partie de carrière variée sur différents types de trains qui les conduisait jusqu'à Vaires via la Grande Ceinture, elles ont été regroupées sur les trains de la banlieue parisienne. Elles ont été utilisées principalement sur le réseau Transilien, depuis les années 1990 jusqu'à la fin de leur carrière, en décembre 2020.
L'arrivée des BB 27300 sur le réseau de Paris Saint-Lazare a entraîné progressivement la radiation de ces engins depuis dix ans. Elle a été accélérée avec l'arrivée des Z 50000.

## Machines particulières
- BB 17005 : machine reconstruite sur un châssis de BB 25500 après un accident. Elle est reconnaissable par son museau avancé et son pré-équipement pour l'attelage automatique. Cette locomotive est visible en tête d'un train de fret dans le film Un air de famille lors d'une séquence tournée aux abords d'un passage à niveau de Stains.
- BB 17011 : machine ayant parcouru la plus longue distance parmi tous les éléments radiés avec un total de 4 973 421 kilomètres, nombre pouvant bien sûr être dépassé par les locomotives encore en service.
- BB 17029 : c'est la seule locomotive de la série ayant conservé la livrée béton jusqu'à son abandon consécutif à un incendie en 2010 à Paris-Saint-Lazare, puis sa radiation officielle en 2014.
- BB 17037, 46, 59, 66 ont reçu une livrée IDF avec un bas de caisse rouge.
- BB 17075 : cette locomotive a porté un panneau d'adieu le 8 décembre 2016, lors du remplacement de ces machines attelées à des RIB, par des rames Z 50000, sur l'axe transversal de la ligne H.
- BB 17083 : elle participa à une campagne de publicité pour la SNCF en 2006.
- BB 17099 et BB 17101 : ce sont les deux premières vendues à la Roumanie.

## Lignes desservies

### Anciennes dessertes
- Achères – Pontoise
- Achères – Bobigny – Vaires[5]
- Bréauté - Beuzeville – Gravenchon-Port-Jérôme
- Grande ceinture de Paris (Achères – Bobigny ou Villemomble)
- Paris-Nord – Aulnoye – Jeumont ou Quévy[5]
- Paris-Saint-Lazare – Le Havre (pendant la première partie de leur carrière où elles ont remorqué la quasi-totalité des trains express et des trains de fret)/Sotteville – Couronne ou Amiens – Longueau[5]
- Ligne P du Transilien : Paris-Est – Meaux et Paris-Est – Coulommiers[6], jusqu'en 2014
- Ligne K du Transilien : Paris-Nord – Crépy-en-Valois et hors ce service à la bifurcation d'Ormoy-Villers – Verberie et Compiègne[5], jusqu'en septembre 2016
- Ligne H du Transilien : diverses missions jusqu'en 2012, puis Pontoise – Creil et hors ce service Saint-Just-en-Chaussée – Longueau - Amiens – Albert[5], jusqu'au 8 décembre 2016
- Ligne J du Transilien : toutes les missions, jusqu'au 7 avril 2019

## Dépôts titulaires
- La Villette[6]
- La Chapelle[6],[7]

- Achères[6],[7]
- Lens[7]

- Préservation

- BB 17013 : Préservée à l'annexe de la cité du train à Mohon[8],[9].
- BB 17016 : Préservée en état de marche par l'Amicale des agents de Paris-Saint-Lazare (AAPSL)[10]. Agréée pour circuler sur le réseau[11].

## Machines revendues
Plusieurs de ces locomotives ont été revendues aux Chemins de fer roumains, dont la BB 17101. La BB 17099 devait être revendue mais elle a finalement été démantelée en 2021.

## Modélisme et simulation
Ces locomotives ont été reproduites par différentes firmes à l'échelle HO :
- en 1976, où Jouef reproduit la BB 17029, première machine repeinte en livrée gris béton ou ciment (elle a été présentée dans la revue de modélisme ferroviaire Loco-Revue, numéro 381 de l'année 1977) ;
- en 1993, où Lima présente la BB 17041 en livrée verte, suivie par la BB 17047 en livrée béton deuxième version (sans plaque et macaron frontaux) ;
- en 2008, où Jouef, appartenant désormais à la firme internationale Hornby, réemploie le modèle de Lima et reproduit la BB 17029 dans sa version de 1976, ainsi que la BB 17086, parée de la livrée En voyage ;
- en 2009, où Piko annonce plusieurs versions de la BB 17000, au sein d'une gamme de BB Alsthom à petites cabines ;
- en 2019, où la marque R37 commercialise une première série de BB 17000 dans leur version verte d'origine.

Les BB 17037, 17038 et 17039 ont été reproduites par la marque La France en trains pour le simulateur Trainz tandis que les BB 17011, 17016, 17029, 17053, 17083, 17089 l'ont été pour Microsoft Train Simulator / Open Rails (livrées origine, béton, Île-de-France et En voyage).

Galerie de photographies
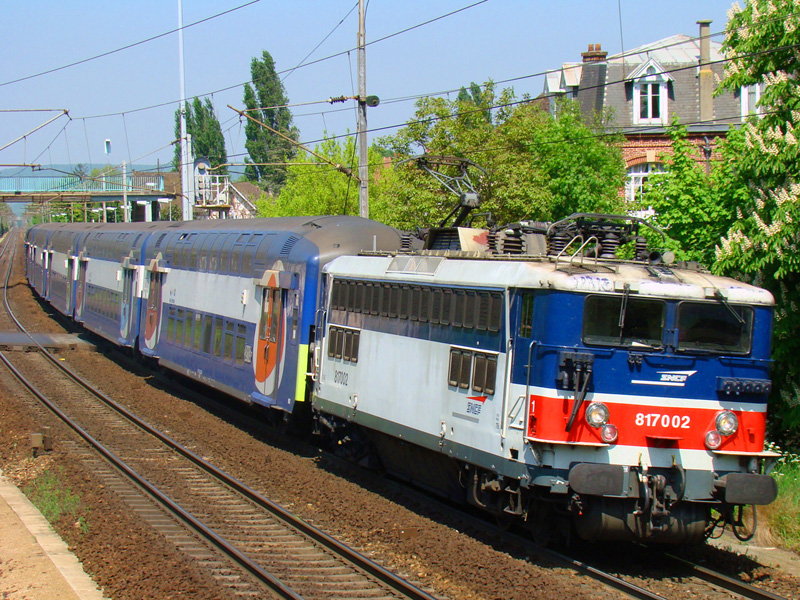
La BB 17002 en livrée Île-de-France en tête d'une rame de VB 2N d'un train Mantes – Paris.
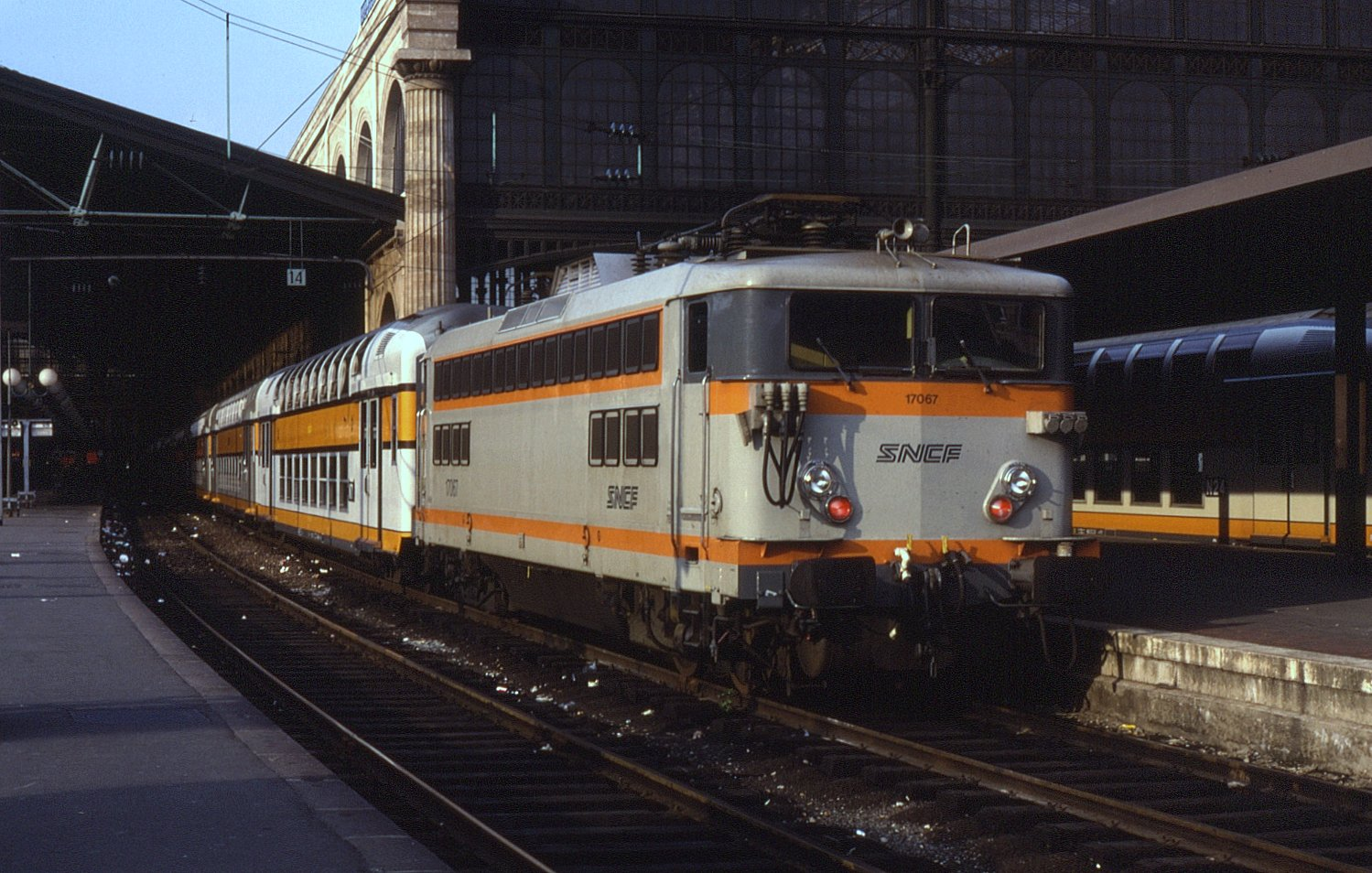
La BB 17067 en gare de Paris-Nord en 1990.
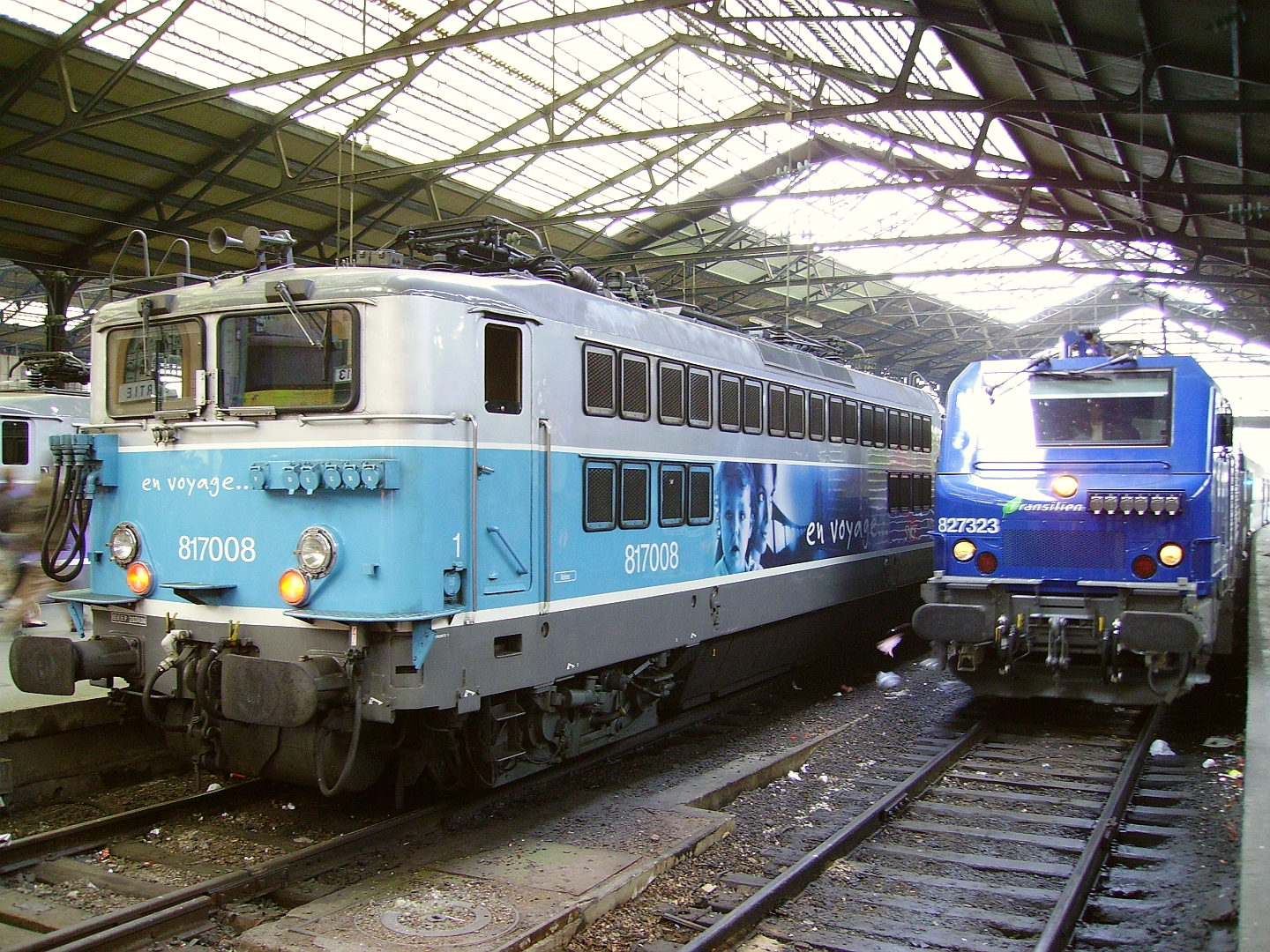
Une partie des BB 17000 de Saint-Lazare ont été remplacées par des BB 27300.
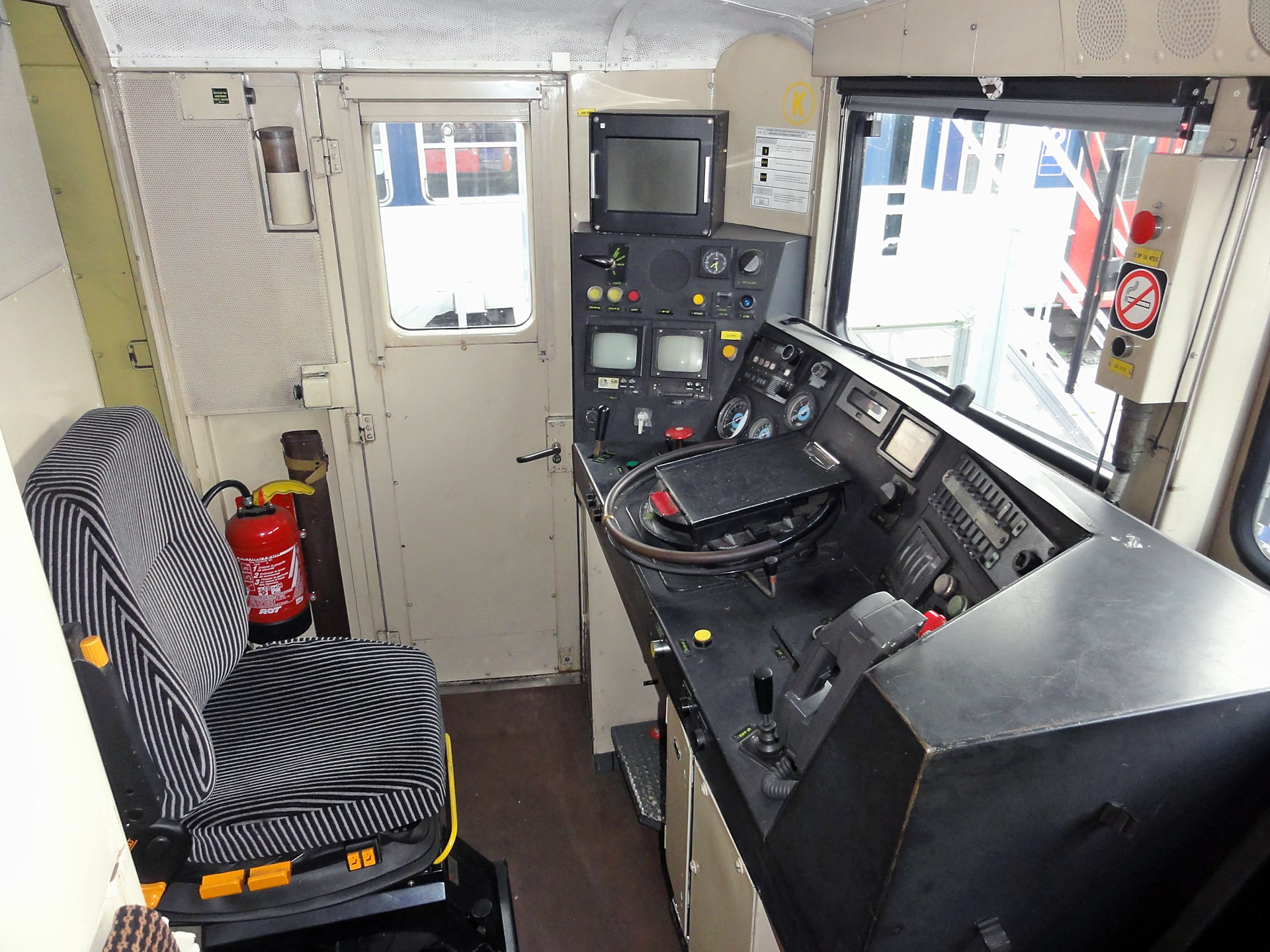
Cabine de conduite d'une BB 17000.